# Gößmannsreuth (Kulmbach)
Gößmannsreuth (oberfränkisch: Gessmäasch-raid) ist ein Gemeindeteil der Großen Kreisstadt Kulmbach im Landkreis Kulmbach (Oberfranken, Bayern). Gößmannsreuth liegt in der Gemarkung Leuchau.

## Geografie
Das Dorf liegt im linken Ufer des Roten Mains und ist von Acker- und Grünland umgeben. Die Kreisstraße KU 16 führt nach Donnersreuth (1 km nordöstlich) bzw. nach Dreschen (0,8 km südlich). Gemeindeverbindungsstraßen führen nach Rothenhügl zur Bundesstraße 85 (1,5 km östlich) und nach Oberzettlitz (1,5 km nordwestlich).

## Geschichte
Der Ort wurde 1398 als „Gosmansrewt“ erstmals urkundlich erwähnt. Das Bestimmungswort ist Goʒmar, der Personenname des Siedlungsgründers. Das Grundwort Reuth zeigt an, dass das Land durch Rodung gewonnen wurde.
Gegen Ende des 18. Jahrhunderts bestand Gößmannsreuth aus 6 Anwesen. Das bayreuthische Stadtvogteiamt Kulmbach übte das Hochgericht aus und hatte zugleich die Dorf- und Gemeindeherrschaft. Grundherren waren das Kastenamt Kulmbach (1 Hof mit Zapfenschankgerechtigkeit, 1 Tropfgütlein, 1 Tropfhaus), der Markgräfliche Lehenhof Bayreuth (1 Hof) und das Stiftskastenamt Himmelkron (1 Hof, 1 Söldengut).
Von 1797 bis 1810 unterstand der Ort dem Justiz- und Kammeramt Kulmbach.  Mit dem Gemeindeedikt wurde 1811 der Steuerdistrikt Gößmannsreuth gebildet, zu dem Berghaus, Buch am Sand, Donnersreuth, Dreschen, Forstlahm, Gelbe Weiden, Herlas, Leuchau, Oberlettenrangen, Rohr, Rothenhügl, Steinhaus, Tiefenbach, Unterlettenrangen, Wehelitz und Wickenreuth gehörten. 1812 wurde der Steuerdistrikt neu strukturiert. Zu diesem gehörten nun Berghaus, Buch am Sand, Donnersreuth, Dreschen, Frischenmühle, Leuchau, Oberlettenrangen, Oberzettlitz, Rohr, Rothenhügl, Steinhaus, Unterlettenrangen, Unterzettlitz und Wehelitz. Gleichzeitig entstand die Ruralgemeinde Gößmannsreuth, die deckungsgleich mit dem Steuerdistrikt war. Mit dem Zweiten Gemeindeedikt (1818) wurde die Ruralgemeinde nach Leuchau umbenannt. Am 1. Juli 1976 wurde Gößmannsreuth im Zuge der Gebietsreform in Bayern nach Kulmbach eingegliedert.

### Baudenkmäler
- Haus Nr. 5: Bauernhaus

### Einwohnerentwicklung
| Jahr      | 001809 | 001818 | 001861 | 001871 | 001885 | 001900 | 001925 | 001950 | 001961 | 001970 | 001987 |
| Einwohner | 33     | 38     | 39     | 37     | 45     | 45     | 42     | 63     | 37     | 31     | 32     |
| Häuser    |        | 6      |        |        | 7      | 7      | 7      | 7      | 10     |        | 10     |
| Quelle    | [ 12 ] | [ 8 ]  | [ 13 ] | [ 14 ] | [ 15 ] | [ 16 ] | [ 17 ] | [ 18 ] | [ 19 ] | [ 20 ] | [ 1 ]  |

## Religion
Gößmannsreuth ist seit der Reformation evangelisch-lutherisch geprägt und nach St. Johannes der Täufer (Hutschdorf) gepfarrt.